# St. Maria Rosenkranzkönigin (Berkum)
Koordinaten: 50° 37′ 30,3″ N, 7° 8′ 13,3″ O
Die römisch-katholische Kirche St. Maria Rosenkranzkönigin steht in der Ortschaft Berkum der Gemeinde Wachtberg im Rhein-Sieg-Kreis (Nordrhein-Westfalen). Sie ist seit dem 1. Januar 2010 Pfarrkirche der neu gegründeten Pfarrei St. Marien Wachtberg.

## Geschichte
Die neue Kirche wurde 1971 auf den Titel St. Maria Rosenkranzkönigin geweiht. Der Neubau war notwendig geworden, da die alte Kirche St. Gereon zu wenig Raum bot. Architekten waren Nikolaus Rosiny (1926–2011) und H. J. Kiesgen. Zusammen mit der Kirche wurde in dem neuen Pfarrzentrum „Am Bollwerk“ ein Kindergarten, das Pfarrhaus und zwei Wohnungen für das Kirchenpersonal errichtet.

## Kirchenbau

### Innenausstattung
Aus der alten Kirche St. Gereon aus Berkum stammen Statuen von Johannes dem Täufer und St. Barbara, eine geschnitzte Madonna als Rosenkranzkönigin sowie ein Ölgemälde von Cornelis Schut aus Antwerpen aus dem 17. Jahrhundert, das die Auferstehung Jesu Chrisi darstellt.

### Orgel
Die Firma Klais aus Bonn hatte die Orgel 1967 (opus 1334) für die St.-Gereon -Kirche in Berkum konzipiert und aufgebaut. Mit der Fertigstellung der neuen Kirche St. Maria Rosenkranzkönigin 1971 wurde sie dorthin umgesetzt. Teile von der 1967 aufgegebenen Orgel aus St. Gereon wurden für die neue Klais-Orgel verwendet. Das Instrument verfügt über folgende Disposition:
| I Hauptwerk C–g3 |                |    |
| 1.               | Principal      | 8′ |
| 2.               | Bordunalflöte  | 8′ |
| 3.               | Octav          | 4′ |
| 4.               | Spitzflöte     | 2′ |
| 5.               | Sesquialter II |    |
| 6.               | Mixtur II–III  |    |

| II Positiv C–g3 |              |       |
| 7.              | Konzertflöte | 8′    |
| 8.              | Traversflöte | 4′    |
| 9.              | Principal    | 2′    |
| 10.             | Nasard       | 1 ⁄3′ |
| 11.             | Schalmey     | 8′    |
|                 | Tremulant    |       |

| Pedal C–f1 |            |       |
| 12.        | Subbaß     | 16′   |
| 13.        | Flötbaß II | 8′+4′ |

- Koppeln: I/II, I/P, II/P

### Geläut
Über eine technische Anlage wird das Geläut der Kirche St. Gereon genutzt. Die drei Glocken stammen aus den Jahren 1681, 1719 und um 1300.

## Pfarrei St. Marien Wachtberg
Seit 1. Januar 2010 ist St. Maria Rosenkranzkönigin Pfarrkirche der neu gegründeten Pfarrei St. Marien Wachtberg für alle Wachtberger Dörfer. Die Marien-Pfarrei ist Nachfolgerin der Pfarreien Heilige Drei Könige (Oberbachem), St. Georg (Fritzdorf), St. Gereon (Berkum), St. Gereon (Niederbachem), St. Margareta (Adendorf) und St. Simon und Judas (Villip). In der Pfarrei leben rd. 10.000 Katholiken. Die sechs Pfarreien bildeten seit 2002 einen Pfarrverband.
Mit der Neuordnung der Dekanate im Erzbistum Köln zum 1. Januar 2017 ist die Pfarrei unmittelbar Teil des Kreisdekanats Rhein-Sieg-Kreis. Zuvor gehörte sie zum Dekanat Meckenheim-Rheinbach.

### Kirchen und Kapellen
Die Pfarrei hat sechs Filialkirchen:
- Zu den heiligen Erzengeln, Pech (bis 2010 Filialkirche der Pfarrei St. Simon und Judas, Villip)
- Heilige Drei Könige, Oberbachem
- St. Georg, Fritzdorf
- St. Gereon, Niederbachem
- St. Margareta, Adendorf
- St. Simon und Judas, Villip

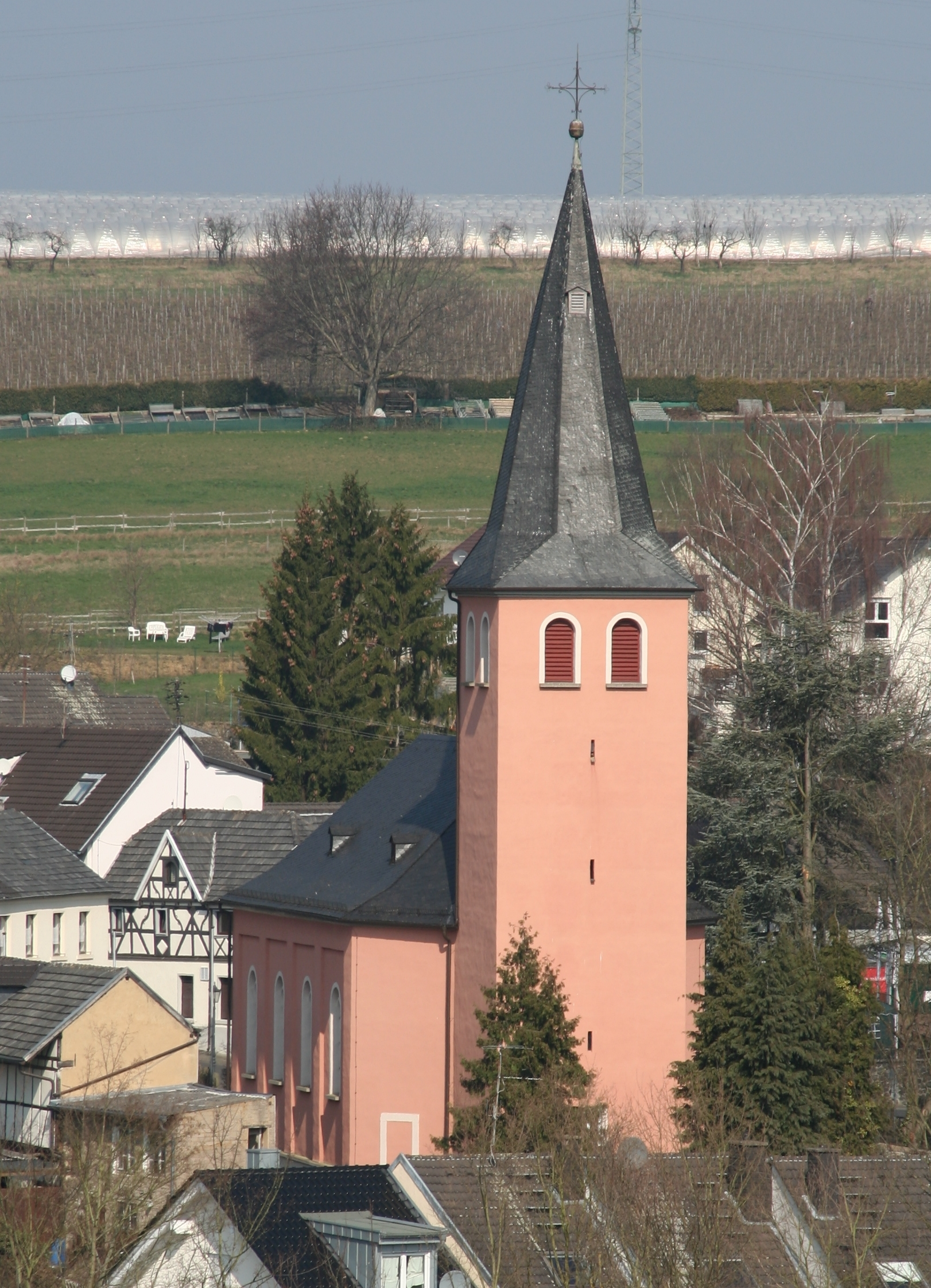
Heilige Drei Könige, Oberbachem
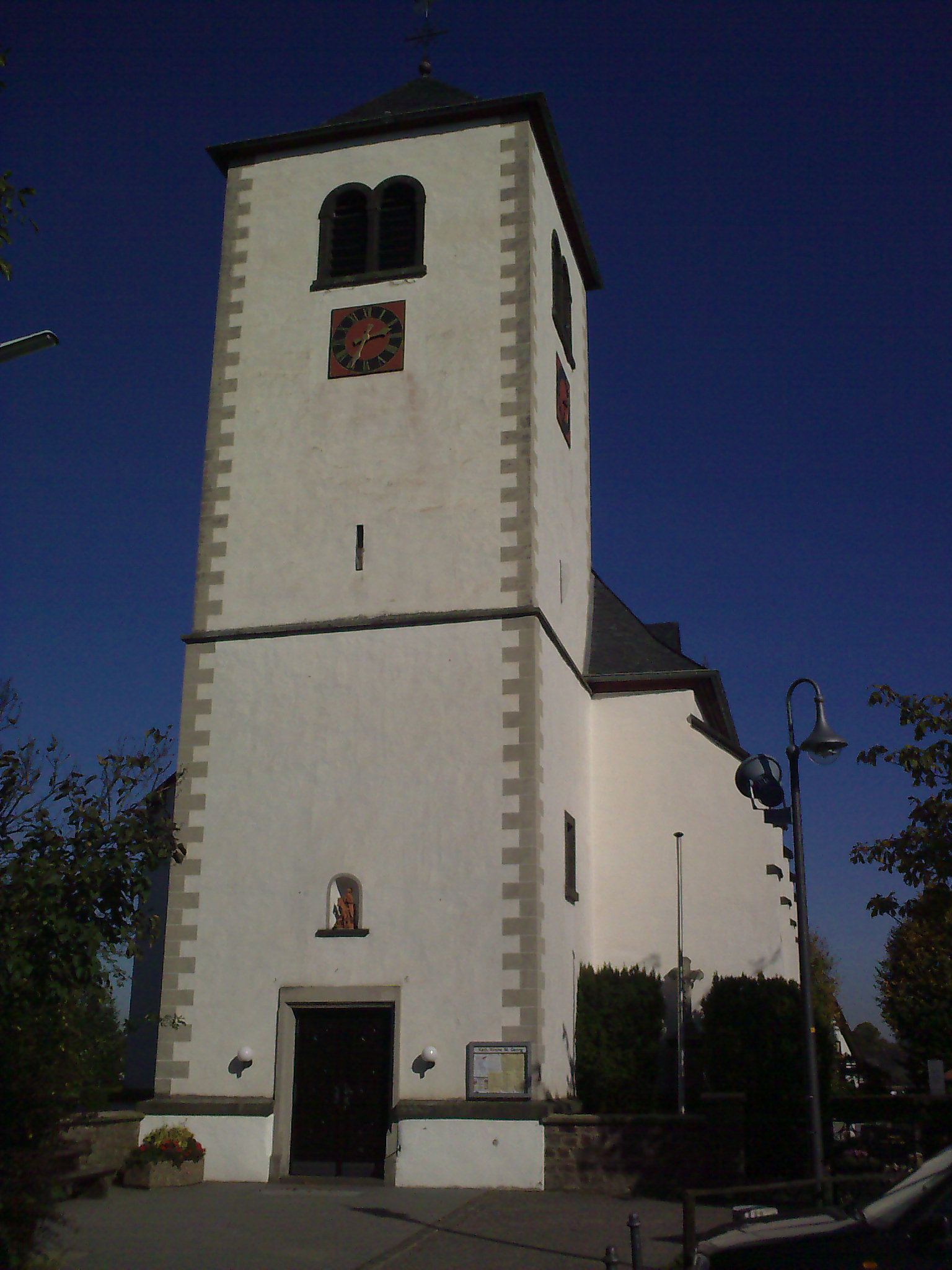
St. Georg, Fritzdorf
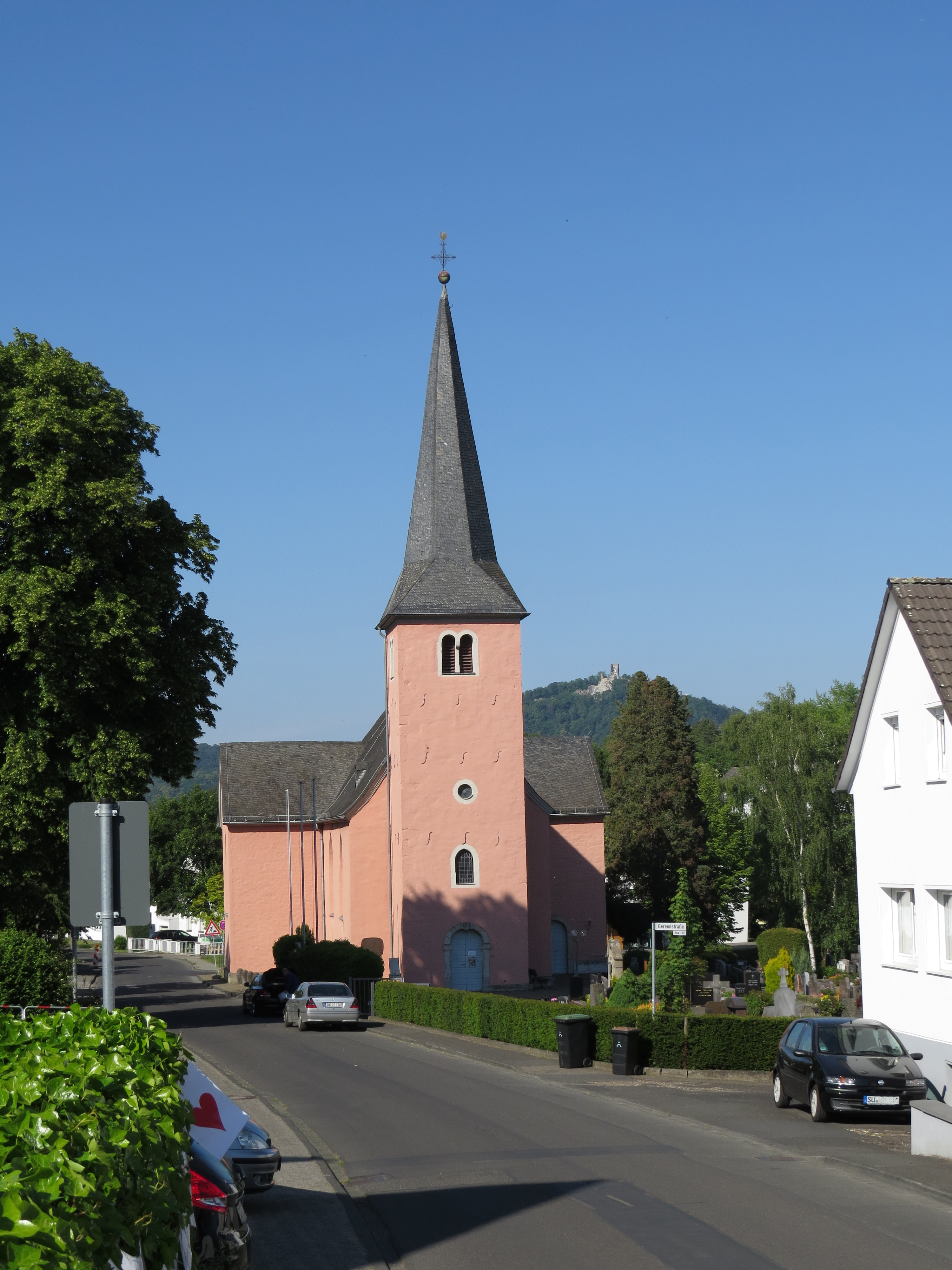
St. Gereon, Niederbachem
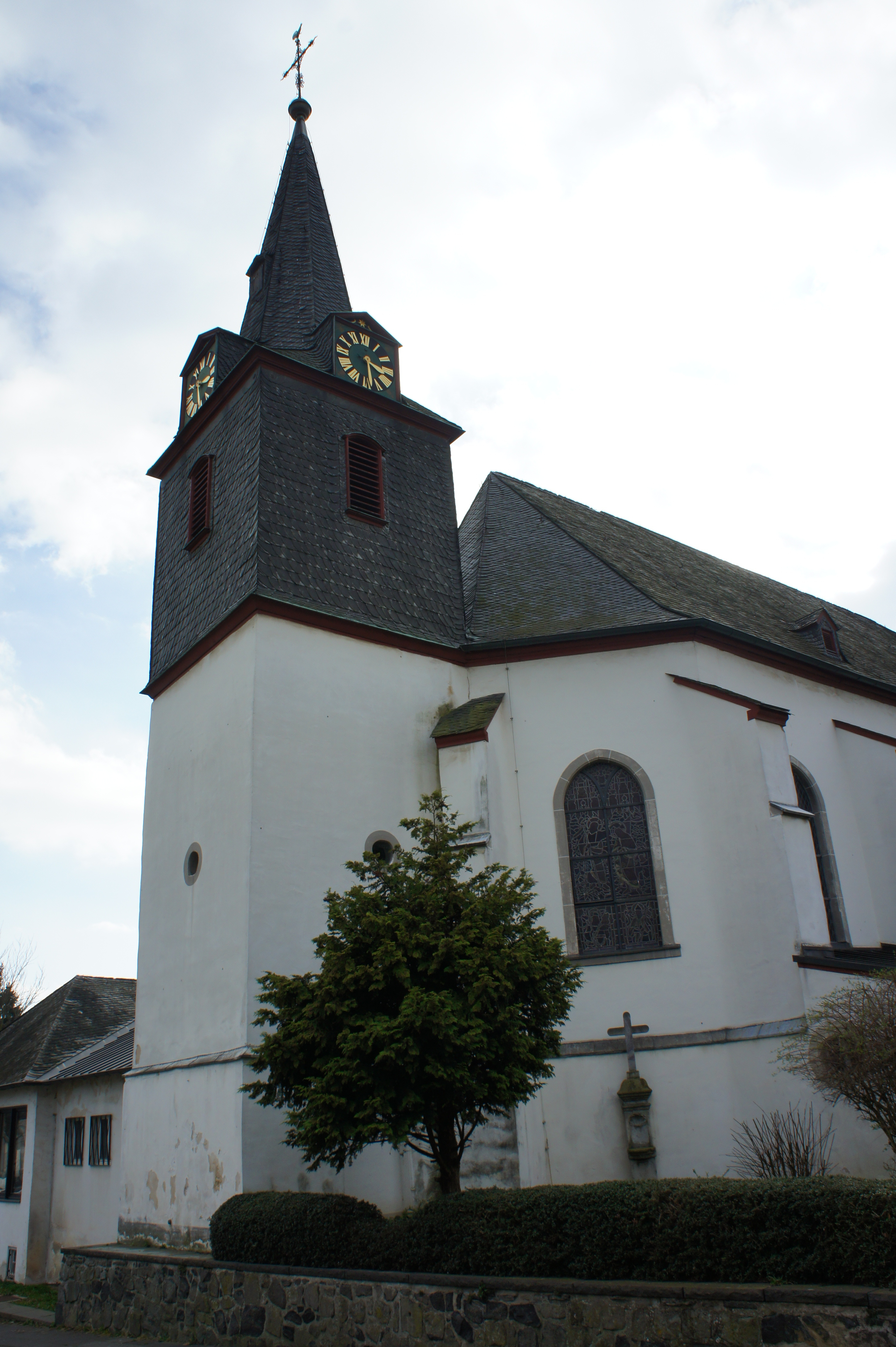
St. Margareta, Adendorf
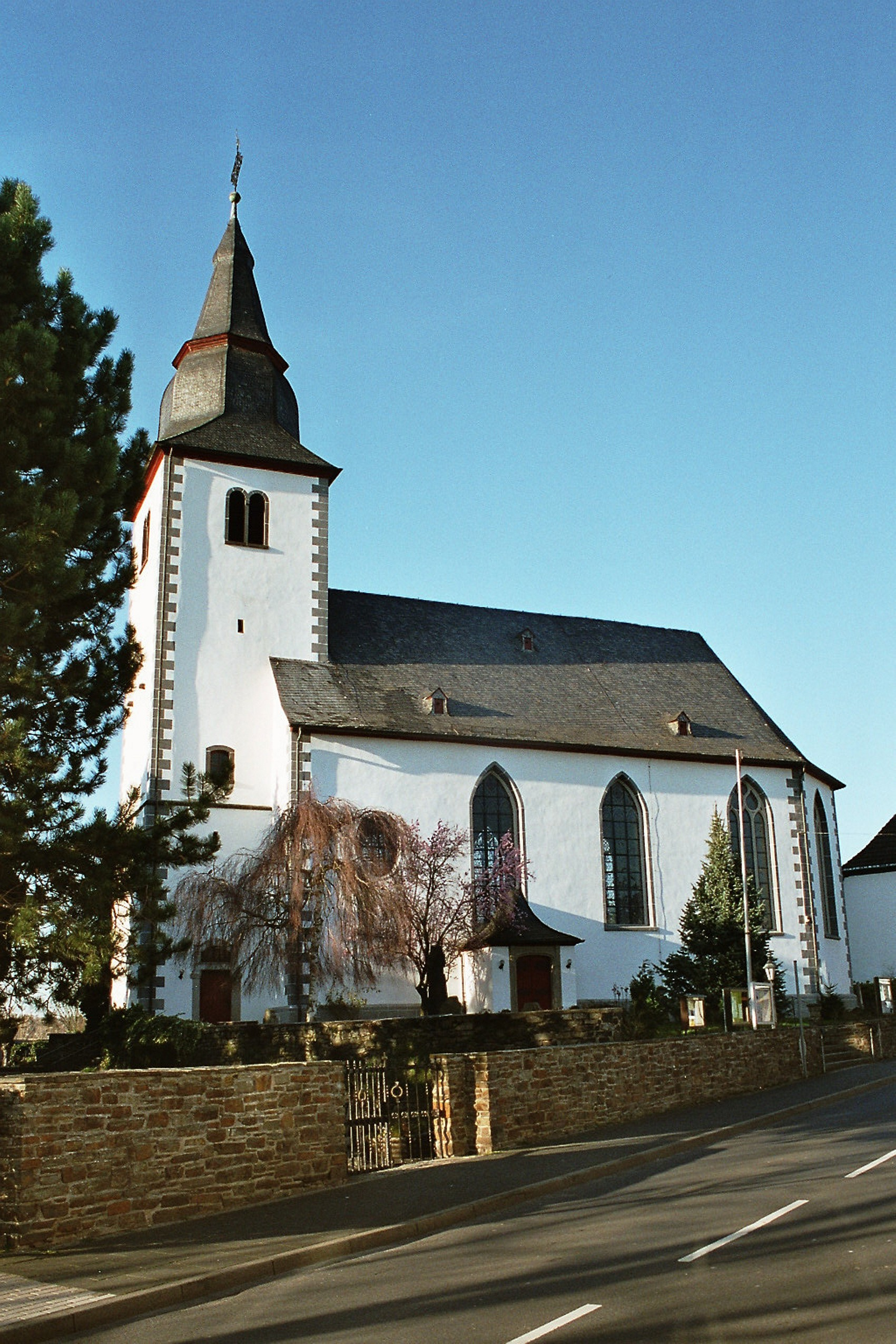
St. Simon und Judas Thaddäus, Villip

Zur Pfarrei gehören neun Kapellen:
- St. Antonius, Arzdorf
- St. Elisabeth, Berkum (Altenstift Limbach)
- St. Jakobus, Werthhoven
- St. Johannes Nepomuk, Holzem (Anton-Raaff-Kapelle)
- St. Josefs-Kapelle, Gimmersdorf
- St. Marien, Ließem
- St. Michael, Pech
- St. Pius X., Züllighoven
- St. Scholastika, Kürrighoven

### Pfarrer
Erster Pfarrer war Hermann Josef Zeyen, der zuvor von 2006 bis 2009 Pfarrer für alle sechs Pfarreien in Wachtberg war. Auf Pfarrer Michael Hoßdorf (2016–2019) folgte 2019 Pfarrer Michael Maxeiner.

### Katholisches Familienzentrum
Die Kirchengemeinde betreibt die drei Kindertagesstätten St. Maria Rosenkranzkönigin in Berkum, St. Georg in  Fritzdorf und St. Raphael in Pech, die sich zum Katholischen Familienzentrum St. Marien Wachtberg zusammengeschlossen haben.

### Büchereien
Die Kirchengemeinde betreibt fünf katholische öffentliche Büchereien in Adendorf, Berkum, Fritzdorf, Niederbachem und Villip.

## Ehemalige Pfarrei St. Gereon
Von 1971 bis einschließlich 2009 war St. Maria Rosenkranzkönigin Pfarrkirche der Pfarrei St. Gereon. Zum Pfarrbezirk gehörten auch Werthhoven und Züllighoven.

### Pfarrer
Von 1833 bis 1839 war der Theologe und Orientalist Franz Karl Movers Pfarrer in Berkum. Heinrich Steden (1976–2006) und Hermann Josef Zeyen (2006–2009) waren die letzten Pfarrer der Pfarrei St. Gereon.